# San Lorenzo Dorsino
San Lorenzo Dorsino es un municipio italiano situado en la provincia autónoma de Trento, en Trentino-Alto Adigio. Tiene una población estimada, a fines de octubre de 2024, de 1564 habitantes.
El actual municipio fue fundado el 1 de enero de 2015 mediante la fusión de las hasta entonces comunas separadas de San Lorenzo in Banale (la actual capital municipal) y Dorsino.
Comprende un conjunto de pequeñas localidades rurales situadas unos 15 km al oeste de la ciudad de Trento. Las localidades de San Lorenzo in Banale y Dorsino son casi colindantes y se ubican a lo largo de la carretera SS421. Un poco más al sur en la misma carretera se ubican Andogno y Tavodo, las principales pedanías del municipio.